# Voïvodie de Nowogródek
Ne doit pas être confondu avec Voïvodie de Nowogródek (1507–1795).
1921–1939
La voïvodie de Nowogródek est une entité administrative de la Deuxième République de Pologne. Créée en 1921, elle cessa d'exister en 1939. Sa capitale était la ville de Nowogródek.

## Villes principales
- Nowogródek
- Lida
- Baranowicze
- Slonim
- Nieśwież
- Kleck

## Population
D'après le recensement effectué en 1921:
- Polonais 443 701 (54%)
- Biélorusses 310 152 (37,7%)
- Juifs 56 174 (6,8%)
- Lituaniens 9 801 (1,2%)
- Russes 1 293 (0,2%)

## Religions[1]
- orthodoxes 421 247 (51,2%)
- catholiques 323 728 (39,4%)
- juifs 74 334 (9,0%)
- musulmans 1 776 (0,2%)